# Oskar Becker
Oskar Joachim Becker (* 5. September 1889 i Leipzig; † 13. November 1964 i Bonn) var en tysk filosof, logiker og matematiker. Sammen med Martin Heidegger hører han til Edmund Husserls vigtigste elever. Han var lærer for bl.a. Max Bense, Paul Lorenzen, Hans Sluga, Jürgen Habermas, Karl-Otto Apel, Karl-Heinz Ilting, Hermann Schmitz, Elisabeth Ströker, Frank Werner Veauthier og Otto Pöggeler.

## Liv og værk
Becker gik i skole i Thomasschule zu Leipzig. Efter at have studeret fysik, kemi, psykologi, matematik og filosofi på New College in Oxford og Universität Leipzig blev han promoveret i 1914 i Leipzig ved Otto Hölder med værket Über die Zerlegung eines Polygons in exklusive Dreiecke auf Grund der ebenen Axiome der Verknüpfung und Anordnung. 1915 til 1918 gjorde han under Første verdenskrig krigstjeneste på østfronten og vestfronten. Fra 1919 studerede han under Edmund Husserl og Martin Heidegger i Freiburg. Der fik han i 1922 sin habilatation med værket Beiträge zur phänomenologischen Begründung der Geometrie und ihrer physikalischen Anwendungen. Becker var sammen med Heidegger assistent for Husserl, og var bl.a. medredaktør på det vigtige fænomenologiske tidsskrift Jahrbuch für Philosophie und phänomenologische Forschung, hvor han også selv udgav adskillige værker. Becker var ven med bl.a. Karl Löwith og Ludwig Ferdinand Clauß. 1927 blev han ansat på universitetet i Freiburg, hvor han underviste til han blev eremitus i 1955. 1946 til 1951 var han på grund af sin indstilling og rolle under nazismen, på frivillig orlov, selv om han ikke havde været medlem af nazistpartiet.
En undersøgelseskommission på Bonn universitet kom frem til, at han ganske vist ikke var personligt involveret, men at hans tækning var præget af et stærkt racedoktrin, hvilket viste sig i hans publikationer og forelæsninger i 1930'erne og 1940'erne. Karl Löwith, der oprindeligt var ved med Becker, skrev i sin selvbiografi at han var bitter over Becker og dennes begejstring for nazisterne efter Machtergreifung i 1933, der tvang Löwith selv til at emigrere.
Oskar Becker har leveret vigtige bidrag til den matematiske grundlagsforskning, i det han står får en konstruktivistisk position, der står tæt på den intuitionistiske. Andre bidrag er til matematikkens historie (især om dem græske matematik, f.eks. omkring Eudoxos fra Knidos) samt om modallogik. Ved siden af det har han, overfor Martin Heideggers filosofi, beskæftiget sig med problemer indenfor eksistensfilosofi og æstetik. Han ledte samme med Otto Toeplitz et matematikhistorisk seminar før krigen.

## Værker
- Mathematische Existenz. Untersuchungen zur Logik und Ontologie mathematischer Phänomene, i: Jahrbuch für Philosophie und phänomenologische Forschung, Band VIII, 1927, S. 440–809.
- Das Symbolische in der Mathematik. I: Blätter für deutsche Philosophie, Band 1, Heft 4, 1928, S. 329–348.
- Von der Hinfälligkeit des Schönen und der Abenteuerlichkeit des Künstlers. I: Jahrbuch für Philosophie und phänomenologische Forschung. Ergänzungsband. Halle 1929, S. 27–52. Husserl-Festschrift
- Zur Logik der Modalitäten, i: Jahrbuch für Philosophie und phänomenologische Forschung, Bd. XI (1930), S. 497–548
- Die Philosophie Edmund Husserls. I: Kantstudien, Band 35, 1930, S. 119–150.
- Die apriorische Struktur des Anschauungsraumes I: Philosophischer Anzeiger, Band 4, 1930, S. 129–162.
- Eudoxos-Studien, 5 Teile. I: Quellen und Studien zur Geschichte der Mathematik, Astronomie und Physik, Band II, 1933, S. 311–333; S. 369–387; Band III, 1936, S. 236–244; S. 370–388; S. 389–410
  - I: Eine voreudoxische Proportionslehre und ihre Spuren bei Aristoteles und Euklid. I: Quellen und Studien zur Geschichte der Mathematik, Astronomie und Physik Band 2, S. 311–333.
  - II: Warum haben die Griechen die Existenz der vierten Proportionale angenommen. Band 2, S. 369–387.
  - III: Spuren eines Stetigkeitsaxioms in der Art des Dedekindschen zur Zeit des Eudoxos. Band 3, S. 236–244.
  - IV: Das Prinzip vom ausgeschlossenen Dritten in der griechischen Mathematik, Band 3, S. 370–388.
  - V: Die eudoxische Lehre von den Ideen und den Farben. Band 3, 389-410.
- Die Lehre vom Geraden und Ungeraden im 9. Buch der euklidischen Elemente, I: Quellen und Studien zur Geschichte der Mathematik, Astronomie und Physik Band 3, 1936, S. 533-553
- Transzendenz und Paratranszendenz. Travaux du IX. Congrès International de Philosophie, Extrait, Paris 1937.
- Bernhard Bavink über Rasse und Kultur. I: Rasse, Band 3, 1936, S. 474–476.
- Philosophie und Weltanschauung (Neuerscheinungen aus den Jahren 1935 und 1936). I: Rasse, Band 4, 1937, S. 404–407.
- Nordische Metaphysik, i: Rasse. Monatsschrift der Nordischen Bewegung. Udgivet for Nordischen Ringes i Nordischen Gesellschaft af Richard von Hoff, 5. Jahrgang 1938, Leipzig/Berlin, S. 81–92.
- Gedanken Friedrich Nietzsches über Rangordnung, Zucht und Züchtung. Kriegsvorträge der Rheinischen Friedrich-Wilhelms-Universität Bonn a. Rh., Heft 97, Bonn 1942. (Blev efter anden verdenskrig sat på listen over forbudt litteratur i DDR.[7])
- Para-Existenz. Menschliches Dasein und Dawesen. I: Blätter für deutsche Philosophie. Band 17, 1943, S. 62–95.
- Leibnitz, der deutsche Denker und gute Europäer. Kriegsvorträge der Rheinischen Friedrich-Wilhelms-Universität Bonn a. Rh., Heft 157, Bonn 1944.
- med Joseph Ehrenfried Hofmann: Geschichte der Mathematik. Bonn 1951 (Becker har skrevet delen om antikken).
- Einführung in die Logistik, vorzüglich in den Modalkalkül. Westkulturverlag Anton Hain, Meisenheim am Glan 1951.
- Untersuchungen über den Modalkalkül. Westkulturverlag Anton Hain, Meisenheim am Glan 1952.
- Grundlagen der Mathematik in geschichtlicher Entwicklung. Orbis academicus Band II/6. Freiburg/München: Alber 1954, 2. Aufl.1964. (Også udkommet som Suhrkamp Taschenbuch Wissenschaft, Band 114, erschienen. Suhrkamp, Frankfurt a. M. 1975)
- Das mathematische Denken der Antike, Göttingen 1957, 2. Auflage 1967
- Größe und Grenze der mathematischen Denkweise. Karl Alber, Freiburg 1959.
- Die Aktualität des pythagoreischen Gedankens. I: Gadamer-Festschrift. Tübingen 1960.
- Dasein und Dawesen. Gesammelte philosophische Aufsätze, Neske, Pfullingen 1963
- Die Rolle der euklidischen Geometrie in der Protophysik. I: Philosophia Naturalis, Band 8, S. 49–64.